# Observatório Sproul
O Observatório Sproul é um observatório astronômico de propriedade e operado pelo Swarthmore College. Ele está localizado em Swarthmore, na Pensilvânia, Estados Unidos, e é nomeado em homenagem a William Cameron Sproul, o 27º governador da Pensilvânia, que se formou na Swarthmore em 1891.

## Diretores
1. John A. Miller (1923–1938)
2. Peter van de Kamp (1937–1972)
3. Wulff-Dieter Heintz (1973–1982)
4. Sarah L. Lippincott (1982–)